# Liste der Lieder von Alexander Klaws
Dies ist eine Liste der Lieder des deutschen Popsängers Alexander Klaws. Aufgelistet sind alle Lieder der Alben Take Your Chance (2003), Here I Am (2004), Attention! (2006), Was willst Du noch?! (2008), Für alle Zeiten (2011), Auf die Bühne, fertig, los! (2015). Des Weiteren befinden sich alle Non Album Tracks in dieser Liste.
Die Reihenfolge der Titel ist alphabetisch sortiert. Sie gibt zudem Auskunft über die Urheber.

## A
| # | Titel                                                          | Autoren         | Album                       | Jahr |
| - | -------------------------------------------------------------- | --------------- | --------------------------- | ---- |
| 1 | All (I Ever Want) erschien als Single, feat. Sabrina Weckerlin | Rob Bolland     | Attention!                  | 2006 |
| 2 | Alles B-Seite auf All (I Ever Want)                            | Rob Bolland     | Non Album Track             | 2005 |
| 3 | Another Day, Another Heart                                     | Dieter Bohlen   | Take Your Chance            | 2003 |
| 4 | Another Heart Is Broken                                        | Dieter Bohlen   | Here I Am                   | 2004 |
| 5 | Anything Is Possible                                           | Dieter Bohlen   | Take Your Chance            | 2003 |
| 6 | Anytime You Want Me                                            | Dieter Bohlen   | Take Your Chance            | 2003 |
| 7 | Adrenalin                                                      | Andreas Bärtels | Auf die Bühne, fertig, los! | 2015 |

## B
| # | Titel                              | Autoren                       | Album            | Jahr |
| - | ---------------------------------- | ----------------------------- | ---------------- | ---- |
| 1 | Beautiful Show                     | Alex Geringas, Sandi Strmljan | Attention!       | 2006 |
| 2 | Behind the Sun erschien als Single | Dieter Bohlen                 | Here I Am        | 2004 |
| 3 | Break Free                         | Lisa Greene, Andreas Karlsson | Here I Am        | 2004 |
| 4 | Breakin’ Up Is Hard to Do          | Dieter Bohlen                 | Take Your Chance | 2003 |

## C
| # | Titel           | Autoren          | Album      | Jahr |
| - | --------------- | ---------------- | ---------- | ---- |
| 1 | Celebrity Queen | Michelle Leonard | Attention! | 2006 |

## D
| # | Titel                       | Autoren                                                     | Album                       | Jahr    |
| - | --------------------------- | ----------------------------------------------------------- | --------------------------- | ------- |
| 1 | Danke                       | Thorsten Brötzmann, Jan Löchel, Ivo Moring                  | Für alle Zeiten             | 2011    |
| 2 | Das ist Leben               | Thorsten Brötzmann, Jan Löchel, Alexander Klaws, Ivo Moring | Für alle Zeiten             | 2011    |
| 3 | Der Sonne entgegen          | Thorsten Brötzmann, Jan Löchel, Ivo Moring                  | Für alle Zeiten             | 2011    |
| 4 | Don’t Be Cool               | Dieter Bohlen                                               | Here I Am                   | 2004    |
| 5 | Du gehst mir unter die Haut | Thorsten Brötzmann, Ivo Moring, Mariana Wagner              | Für alle Zeiten             | 2011    |
| 6 | Du tust mir gut             |                                                             | Was willst Du noch?!        | 2008    |
| 7 | Dieser Sommer               | Andreas Bärtels                                             | Auf die Bühne, fertig, los! | 2015\|- |

## E
| # | Titel                       | Autoren       | Album                | Jahr |
| - | --------------------------- | ------------- | -------------------- | ---- |
| 1 | Es wird immer Liebe sein    |               | Was willst Du noch?! | 2008 |
| 2 | Even When Your Love Is Gone | Dieter Bohlen | Take Your Chance     | 2003 |

## F
| # | Titel                                                           | Autoren       | Album            | Jahr |
| - | --------------------------------------------------------------- | ------------- | ---------------- | ---- |
| 1 | Fly away Titelmelodie aus Das Traumhotel; erschien als Download |               |                  | 2005 |
| 2 | Free Like the Wind erschien als Single                          | Dieter Bohlen | Here I Am        | 2004 |
| 3 | From the Heart of an Angel                                      | Dieter Bohlen | Take Your Chance | 2003 |

## H
| # | Titel                         | Autoren                                            | Album           | Jahr |
| - | ----------------------------- | -------------------------------------------------- | --------------- | ---- |
| 1 | Hab keine Angst               | Thorsten Brötzmann, Ivo Moring, Maria Stadnichenko | Für alle Zeiten | 2011 |
| 2 | Here I Am erschien als Single | John Reid, Yak Bondy                               | Here I Am       | 2004 |

## I
| #  | Titel                                                     | Autoren                                         | Album                | Jahr |
| -- | --------------------------------------------------------- | ----------------------------------------------- | -------------------- | ---- |
| 1  | I Believe                                                 | Dieter Bohlen                                   | Take Your Chance     | 2003 |
| 2  | I Don’t Wanna Say That                                    | Dieter Bohlen                                   | Take Your Chance     | 2003 |
| 3  | I Need You                                                | Dieter Bohlen                                   | Take Your Chance     | 2003 |
| 4  | Ich glaub an Liebe erschien als Single                    | Thorsten Brötzmann, Ivo Moring, Mariana Wagner  | Für alle Zeiten      | 2011 |
| 5  | Ich könnte, wenn ich wollte                               |                                                 | Was willst Du noch?! | 2008 |
| 6  | Ich war immer bei dir                                     |                                                 | Was willst Du noch?! | 2008 |
| 7  | If I Can’t Have You Tonight                               | Dieter Bohlen                                   | Take Your Chance     | 2003 |
| 8  | If I Could Live Forever                                   | Dieter Bohlen                                   | Here I Am            | 2004 |
| 9  | If I’m Not the One                                        | Howard New, Peter Gordeno, Graham Kearns        | Attention!           | 2006 |
| 10 | I’ll Love You ’Til the Day I Die B-Seite auf Stay with Me | Dieter Bohlen                                   | Non Album Track      | 2003 |
| 11 | In allen Zeiten                                           | Alexander Klaws, Ivo Moring, Karsten Ruddigkeit | Für alle Zeiten      | 2011 |
| 12 | Inspiration                                               | Keller, Ingo Politz, Brix, Alexander Klaws      | Here I Am            | 2004 |

## J
| # | Titel         | Autoren       | Album            | Jahr |
| - | ------------- | ------------- | ---------------- | ---- |
| 1 | Just Tomorrow | Dieter Bohlen | Take Your Chance | 2003 |

## L
| # | Titel                                      | Autoren                                       | Album           | Jahr |
| - | ------------------------------------------ | --------------------------------------------- | --------------- | ---- |
| 1 | Light of Day                               | Chesney Hawkes, Svein Finneide, Jens Thoresen | Here I Am       | 2004 |
| 2 | Like a Hero B-Seite auf Free Like the Wind | Dieter Bohlen                                 | Non Album Track | 2003 |
| 3 | Love at First Sight                        | Mirko von Schlieffen, Daniel Hall, Ivo Moring | Attention!      | 2006 |
| 4 | Love Is the One                            | Niklas Bergwall, Niclas Kings                 | Attention!      | 2006 |

## M
| # | Titel                             | Autoren                                        | Album            | Jahr |
| - | --------------------------------- | ---------------------------------------------- | ---------------- | ---- |
| 1 | Maniac Cover von Michael Sembello | Michael Sembello, Dennis Matkosky              | Take Your Chance | 2003 |
| 2 | Maybe                             | Dieter Bohlen                                  | Here I Am        | 2004 |
| 3 | Missing You                       | Mirko von Schlieffen, Terri Bjerre, Ivo Moring | Attention!       | 2006 |
| 4 | My Heart Is on the Run            | David Stenmarck, Nick Jarl, Sharon Vaughn      | Attention!       | 2006 |

## N
| # | Titel                            | Autoren                                  | Album      | Jahr |
| - | -------------------------------- | ---------------------------------------- | ---------- | ---- |
| 1 | Not Enough                       | Tina Harris, C. Gardner, Moritz Bernhard | Attention! | 2006 |
| 2 | Not Like You erschien als Single | Alexander Kronlund, Nick Jarl, Kurt 49   | Attention! | 2006 |

## O
| # | Titel     | Autoren                                    | Album           | Jahr |
| - | --------- | ------------------------------------------ | --------------- | ---- |
| 1 | Ohne dich | Thorsten Brötzmann, Jan Löchel, Ivo Moring | Für alle Zeiten | 2011 |

## R
| # | Titel      | Autoren                                    | Album           | Jahr |
| - | ---------- | ------------------------------------------ | --------------- | ---- |
| 1 | Rette mich | Thorsten Brötzmann, Jan Löchel, Ivo Moring | Für alle Zeiten | 2011 |

## S
| # | Titel                                       | Autoren                                                    | Album                | Jahr |
| - | ------------------------------------------- | ---------------------------------------------------------- | -------------------- | ---- |
| 1 | Schönes Leben                               |                                                            | Was willst Du noch?! | 2008 |
| 2 | Sie liebt dich                              |                                                            | Was willst Du noch?! | 2008 |
| 3 | Stay                                        | Paul Rein, Mats Tarnfors, Fredrik Willstrand               | Attention!           | 2006 |
| 4 | Stay with Me erschien als Single            | Dieter Bohlen                                              | Take Your Chance     | 2003 |
| 5 | Sunshine After the Rain erschien als Single | Aslak Johnsen, Svein Finneide, Jonrydningen, Ken Ingwersen | Here I Am            | 2004 |

## T
| # | Titel                                    | Autoren                                    | Album            | Jahr |
| - | ---------------------------------------- | ------------------------------------------ | ---------------- | ---- |
| 1 | Take Me Tonight erschien als Debütsingle | Dieter Bohlen                              | Take Your Chance | 2003 |
| 2 | There Is No Good in Goodbye              | Bernd Wendlandt, Brix                      | Here I Am        | 2004 |
| 3 | This Is What It Feels Like               | Nicky Chinn, Jörgen Elofsson               | Attention!       | 2006 |
| 4 | Träumer                                  | Thorsten Brötzmann, Jan Löchel, Ivo Moring | Für alle Zeiten  | 2011 |

## V
| # | Titel   | Autoren | Album                | Jahr |
| - | ------- | ------- | -------------------- | ---- |
| 1 | Vor dir |         | Was willst Du noch?! | 2008 |

## W
| # | Titel                          | Autoren       | Album                | Jahr |
| - | ------------------------------ | ------------- | -------------------- | ---- |
| 1 | Was willst du noch?            |               | Was willst Du noch?! | 2008 |
| 2 | We Had It All                  | Dieter Bohlen | Take Your Chance     | 2003 |
| 3 | Welt erschien als Single       |               | Was willst Du noch?! | 2008 |
| 4 | Wenn du gehst                  |               | Was willst Du noch?! | 2008 |
| 5 | Why Does It Always Rain on Me? | Dieter Bohlen | Here I Am            | 2004 |

## Y
| # | Titel                | Autoren                      | Album     | Jahr |
| - | -------------------- | ---------------------------- | --------- | ---- |
| 1 | You’ve Got That Look | Heiko Schneider, Markus Metz | Here I Am | 2004 |

## Z
| # | Titel            | Autoren                                         | Album                | Jahr |
| - | ---------------- | ----------------------------------------------- | -------------------- | ---- |
| 1 | Zu spät, zu früh |                                                 | Was willst Du noch?! | 2008 |
| 2 | Zurück im Leben  | Alexander Klaws, Ivo Moring, Karsten Ruddigkeit | Für alle Zeiten      | 2011 |
| 3 | Zurück zu dir    | Thorsten Brötzmann, Ivo Moring, Chris Buseck    | Für alle Zeiten      | 2011 |